# Towarzystwo Maxa Plancka
Towarzystwo Maxa Plancka (niem. Max-Planck-Gesellschaft, MPG), właściwie Towarzystwo Popierania Rozwoju Nauki im. Maxa Plancka (niem. Max-Planck-Gesellschaft zur Förderung der Wissenschaften) – niezależna niemiecka instytucja naukowo-badawcza o charakterze non-profit, finansowana z budżetu federalnego.
Towarzystwo Maxa Plancka to jedna z najbardziej prestiżowych organizacji prowadzących działalność badawczo-rozwojową na świecie. Naukowcy w niej pracujący otrzymali 30 nagród Nobla i jeden Medal Fieldsa. W 2006 dodatek Higher Education czasopisma The Times uznał Towarzystwo Maxa Plancka za najbardziej renomowaną nieuniwersytecką instytucję naukową na świecie i przyznał trzecie miejsce w kategorii „technologia” (za AT&T i Argonne National Laboratory).
Towarzystwo koordynuje prace siedemdziesięciu ośmiu niezależnych instytutów umiejscowionych w różnych miejscowościach w Niemczech i innych krajach europejskich (m.in. w Rzymie i Florencji). Każdy z instytutów zajmuje się badaniami w jednej dziedzinie nauki. Instytuty Maxa Plancka dają zatrudnienie około 23 400 osobom, z czego 4400 stanowią naukowcy, a 11 300 to stażyści, doktoranci, stypendyści i wizytujący naukowcy. Budżet w roku 2007 wynosił 1,433 mld euro.

## Historia
Towarzystwo powstało w 1948 jako kontynuacja Kaiser-Wilhelm-Gesellschaft. Sekretarzem generalnym pozostał Ernst Telschow.

## Prezesi Towarzystwa Maxa Plancka
- Otto Hahn (1948–1960)
- Adolf Butenandt (1960–1972)
- Reimar Lüst(inne języki) (1972–1984)
- Heinz Staab(inne języki) (1984–1990)
- Hans F. Zacher(inne języki) (1990–1996)
- Hubert Markl(inne języki) (1996–2002)
- Peter Gruss (2002–2014)
- Martin Stratmann(inne języki) (2014-2023)